# Малая Удина
Малая Удина — стратовулкан.
Находится в центральной части полуострова Камчатка неподалёку от вулкана Большая Удина. Расположен в Ключевской группе вулканов. Входит в восточный вулканический пояс.
Вулкан Малая Удина правильной формы, остроконечный, сложен лавово-пирокластической и пирокластической толщей. Вершина вулкана разрушена. Высота — 1945 м над уровнем моря. Вулканы Большая Удина и Малая Удина являются самыми южными в Ключевской группе вулканов.
Вулкан потухший, дата последнего извержения точно не определена.